# Stazione di Napoli Piazza Carlo III
La stazione di Napoli Piazza Carlo III era una stazione ferroviaria posta sulla linea Alifana bassa, nonché suo capolinea meridionale dal 1913 al 1955. Situata in piazza Carlo III, serviva la città di Napoli.

## Storia
La stazione venne attivata il 30 marzo 1913 insieme alla tratta ferroviaria da Napoli a Capua (Alifana bassa).
I binari attraversavano l'intera piazza, imboccando Via Don Bosco, verso l'ex scalo merci, riducendo la viabilità dell'area e portando così allo spostamento del capolinea della ferrovia nel 1955 presso, appunto, lo scalo merci, all'altezza dell'istituto Don Bosco.
Nel secondo dopoguerra, a causa della crescente urbanizzazione dell’hinterland napoletano il servizio ferroviario non risultava più adeguato alle esigenze; pertanto il 20 febbraio 1976 l’esercizio dell'Alifana bassa venne sospeso, in previsione della costruzione di una nuova linea metropolitana corrente più ad est.

## Strutture e impianti
La stazione disponeva di 2 binari tronchi, di cui ora non resta traccia, per il servizio viaggiatori, dinanzi al fabbricato viaggiatori tuttora visibile e utilizzato da un hotel e da un caffè.